# Uitsmijter

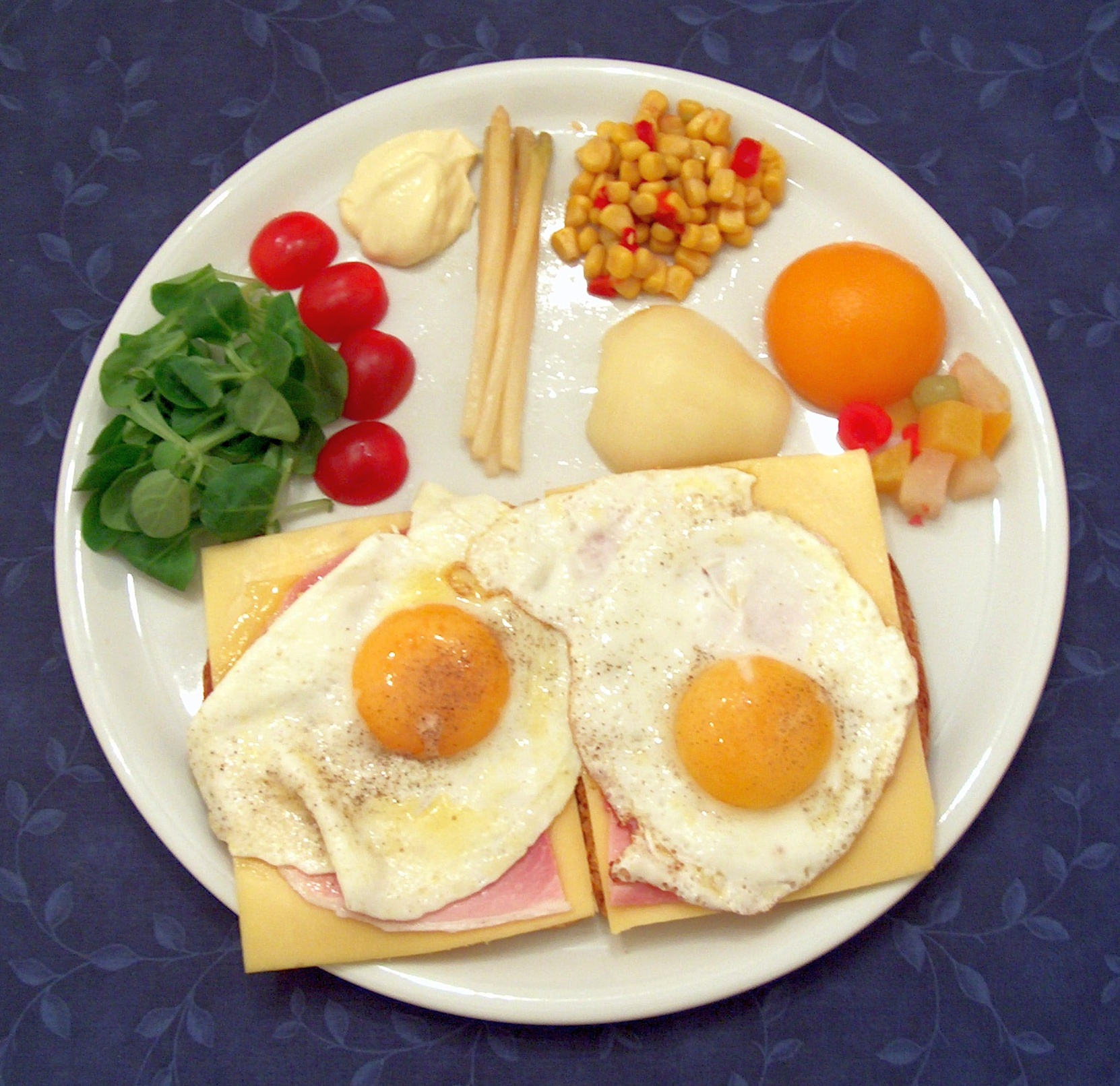
Wersja klasyczna z szynką i serem

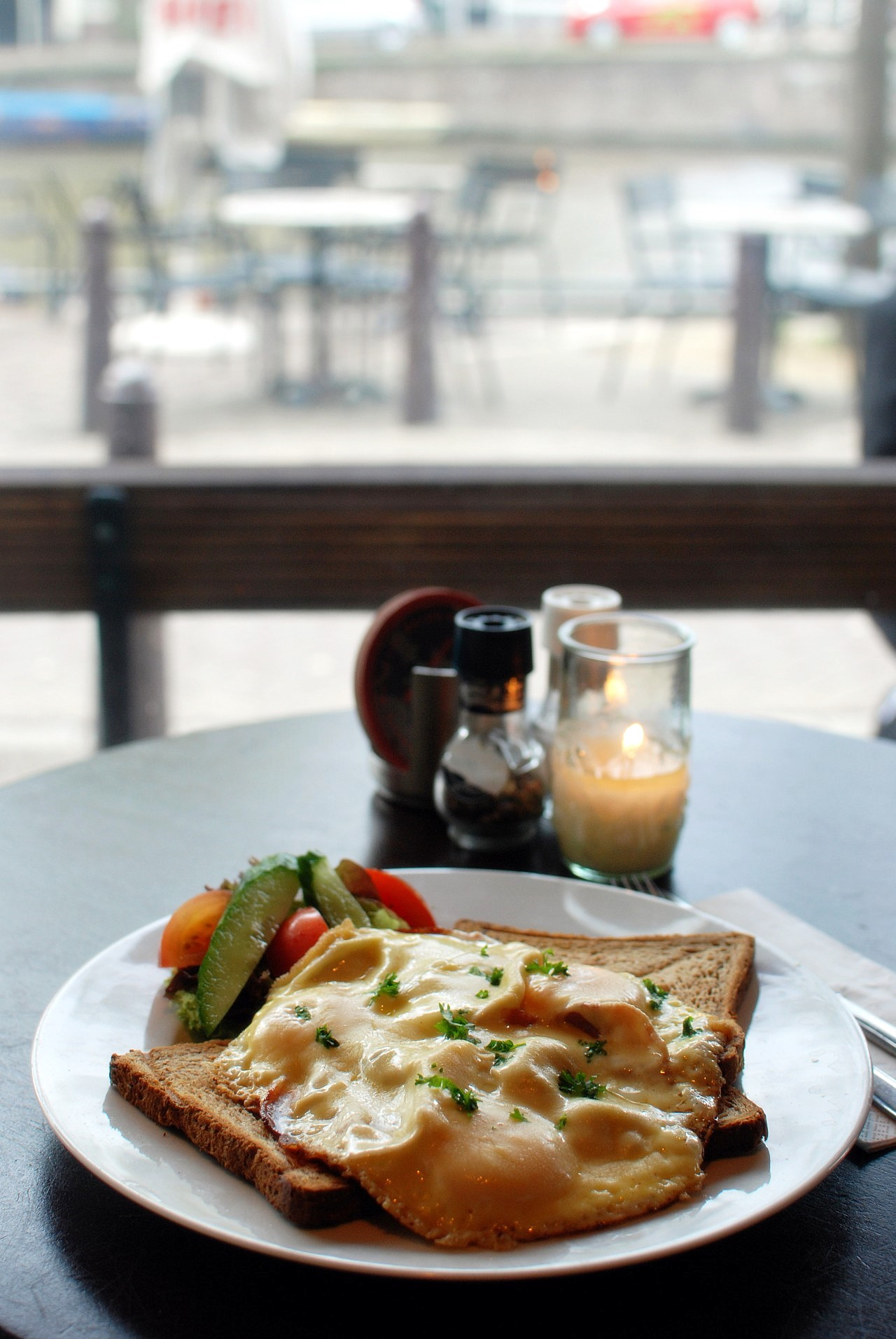
Wersja z trzema jajkami sadzonymi na bekonie i z serem

Uitsmijter – pożywna potrawa z jajek chętnie spożywana w Holandii na lunch. Składa się najczęściej z jednej lub dwóch kromek białego chleba posmarowanych masłem i udekorowanych liściem zielonej sałaty, na której kładzie się plaster gotowanej szynki i nakrywa świeżo usmażonym jajkiem sadzonym (po jednym jajku sadzonym na każdą kromkę chleba).
W wersji klasycznej żółtka w jajkach sadzonych pozostają miękkie i praktycznie jeszcze surowe. W związku z możliwością zarażenia się salmonellozą zaleca się przebicie żółtek i pieczenie jajek po obu stronach, szczególnie gdy potrawa jest przeznaczona dla małych dzieci, kobiet w ciąży, osób starszych lub z osłabioną odpornością.
Potrawę serwuje się na dużym płaskim talerzu ozdobionym ćwiartkami pomidora, plasterkami korniszona i garścią marynowanych drobnych cebulek. Do smaku posypuje się po wierzchu solą i pieprzem. Spożywa się, krojąc na kawałki za pomocą noża i widelca.
Istnieją różne warianty tej potrawy: na kromkach z chleba razowego, z szynką i serem żółtym lub wyłącznie z serem, szynką zastąpioną cienko pokrojonym rostbefem wołowym upieczonym na różowo lub bekonem, jajkami sadzonymi smażonymi na uprzednio podsmażonej szynce czy boczku, serem na wierzchu zapiekanym aż do stopienia itp.
Potrawa stanowi stały element menu restauracji i barów.
Holenderski uitsmijter jest odpowiednikiem niemieckiej otwartej kanapki o nazwie Strammer Max.
W potocznym języku niderlandzkim słowo uitsmijter oznacza także zawód "bramkarza" w dyskotekach, klubach nocnych czy podczas dużych koncertów.